# Rubicon Rock
A Rubicon Rock egy magyar, progresszív rockot játszó együttes. A Rubicon nevet a Római Birodalom folyója után vette fel. Zenéjükre jellemzően a csapat legalább úgy nyúl a klasszikus példaképek örökségeihez, mint ahogy a modern elemekhez. A hard rockos és a szimfonikus, power metalos, valamint epikus elemeket kitűnően ötvözik.

## Történet
A zenekar 2003-ban alakult, ám a folyamatos tagcserék gátolták az együttes érdemi munkáját. 2008. nyarán elkészült első 6 dalt tartalmazó bemutatkozó anyaguk, mely „A kocka el van vetve” címet viseli. 2008 decemberében a jelenlegi felállás kialakulásával, felpörögtek az események a Rubicon körül.
2009. első negyed éve a felkészülés jegyében telt, majd elkezdődött a fellépések időszaka.
Már az első koncertünk is komoly helyszínen, egy sikeres zenekar társaságában valósult meg, ugyanis 2009. április 11-én a Kalapács zenekar előtt mutatkozhatott be a Wigwamban.
Szintén áprilisban megjelent egy Hammer válogatás CD-n a „Felkap a Szél” címet viselő dal, majd továbbjutottak az Emergenza fesztivál verejtékes fordulóin, egészen a döntőig, ahol lehetőségük volt az A38 deszkáit koptatni. Mindeközben lázasan készültek az augusztusban kezdődő stúdiómunkára, amely helyszínéül a csepeli Audioplanet stúdió szolgált.
Október elsején, a Hammerworld magazin mellékleteként, megjelent a 12 dalt tartalmazó első nagylemezünk, „A Holnap Tüze” címmel, a lemez 5000 példánya talált gazdára az újság megjelenésének hónapjában.
2009. november 28-án egy nagyszabású koncerten a Petőfi Csarnokban az Ossian vendégeként léptek színpadra. Az itt készült videófelvételek képanyagából készítették el első videóklipjüket.
2010 februárjában a zenekar országos turnéra indult a Depresszió és az Ossian zenekar vendégeként. Szintén februárban a nagylemez címadó dalára készült videóklip, szerepelt az MTV Headbangers Ball című műsorában. 2010 márciusában színpadra léptek az Edda Művek előtt Budapesten az Erzsébetligeti Színházban. 2010. májusára véget ért Depresszió turné után az Edda Művekkel indulnak kisebb országjárásra, valamint részt vesznek néhány nyári fesztiválon is.

## Tagok

### A Rubicon jelenlegi tagjai
- Orbán-Ducos Tamás – ének
- Horváth Imre – gitár
- Magyari Péter – billentyűk
- Molnár Gábor – basszusgitár
- Terdy Tamás – dobok

### A Rubicon korábbi tagjai
- Tóth Attila (Pokolgép) – ének
- Horváth Tamás – billentyűk
- Dzsanda Vitalij – dobok
- Balogh Sándor – basszusgitár
- Király Zoltán (Akela) – dobok
- Hekker Máté – dobok

## Diszkográfia

### Albumok
- A holnap tüze [2009]

### Kislemezek
- A kocka el van vetve! [2008]

### Videóklipek
- A holnap tüze (videóklip) [2009]
- Elrohan melletted az élet (videóklip) [2010]